# Les Terres-de-Chaux
Les Terres-de-Chaux é uma comuna francesa na região administrativa de Borgonha-Franco-Condado, no departamento de Doubs. Estende-se por uma área de 14,49 km². Em 2010 a comuna tinha 132 habitantes (densidade: 9,1 hab./km²).